# Бута (фильм)
«Бута» (азерб. Buta) — фильм азербайджанского режиссёра Ильгара Наджафа, снятый в 2011 году по заказу Министерства культуры и туризма Азербайджана, и являющийся совместным производством киностудии «Азербайджанфильм» и кинокомпании «Бута Фильм».

## Сюжет
Бута — одинокий семилетний мальчик, который живёт в азербайджанской горной деревне вместе со своей бабушкой. После того, как Бута подружился со стариком, бывшим женихом своей бабушки, он начинает преодолевать трудности, в том числе потерю своей матери. В главных ролях снялись 73-летний актёр, народный артист Азербайджана Рафиг Азимов и 11-летний Тофиг Алиев. В фильме у героев нет конкретных имен, и мальчик получил символическое имя Бута. Он черпает энергию из летящего змея, которого ему подарил старик-пастух. Режиссёр фильма Ильгар Наджаф сказал о фильме:
По стилю фильм относят к поэтической притче, притче о личности, художнике, который мечётся в поисках правды. Самой трудной была работа с детьми, ведь четыре главных персонажа — это дети в возрасте от пяти до десяти лет. Исполнитель главной роли Тофиг Алиев произвел колоссальное впечатление и надеюсь, что в будущем обязательно станет актёром.

## Награды
В рамках V Кинопремии Азиатско-Тихоокеанского региона, церемония объявления победителей которой состоялась 24 ноября в австралийском Квинсленде, картина «Бута» победила в номинации «Лучший детский фильм». «Бута» стал первым фильмом от Азербайджана взявший эту кинопремию.
Фильм «Бута» был также включён в предварительный список премии Оскар 2013 в номинации «Лучший фильм на иностранном языке».